# 25669 Kristinrose
25669 Kristinrose este un asteroid din centura principală de asteroizi.

## Descriere
25669 Kristinrose este un asteroid din centura principală de asteroizi. A fost descoperit pe 4 ianuarie 2000 la Socorro, New Mexico, în cadrul proiectului LINEAR. Asteroidul prezintă o orbită caracterizată de o semiaxă mare de 2,74 ua, o excentricitate de 0,08 și o înclinație de 4,9° în raport cu ecliptica.